# Koenigia nummularifolia
Koenigia nummularifolia är en slideväxtart som först beskrevs av Meissn., och fick sitt nu gällande namn av Mescek & Sojak. Koenigia nummularifolia ingår i släktet dvärgsyror, och familjen slideväxter. Inga underarter finns listade i Catalogue of Life.